# Claude Langlois
Claude Langlois (* 26. Juli 1955 in Montreal; † 5. Februar 2025 in Charnay-lès-Mâcon) war ein kanadischer Radrennfahrer und nationaler Meister im Radsport.

## Sportliche Laufbahn
Langlois war im Straßenradsport und im Bahnradsport aktiv. 1977 begann er mit dem Radsport im Verein „Club Espoirs Laval“.
1979 siegte er in der Einerverfolgung der Männer bei den Panamerikanischen Spielen. Er war für die Olympischen Sommerspiele 1980 in Moskau nominiert, konnte jedoch durch den Olympiaboykott Kanadas nicht starten. 1979 wurde er Zweiter der nationalen Meisterschaft im Einzelzeitfahren und Dritter im Kriterium. Im Mannschaftszeitfahren gewann er den Titel mit seiner Vereinsmannschaft. Langlois gewann eine Reihe internationalen Bahnrennen auf dem amerikanischen Kontinent. 2006 wurde er in die Cycling Hall of Fame von Quebec aufgenommen.

## Berufliches
Er studierte Fotografie und Kinematographie in Montreal und war als Fotograf seit 1995 u. a. für Agenturen in Paris, New York City und London tätig.